# Гордин, Валерий Эрнстович
Вале́рий Э́рнстович Го́рдин (род. 2 июля 1954 года, Ростов-на-Дону, РСФСР, СССР) — российский экономист, Ординарный профессор НИУ ВШЭ, Заслуженный профессор НИУ ВШЭ, доктор экономических наук, профессор, президент Благотворительного фонда помощи бездомным животным «Ленькин кот».

## Биография
Валерий Эрнстович родился в Ростове-на-Дону. С 1955 г. проживает в Ленинграде. В 1971 г. поступил в Ленинградский финансово-экономический институт им. Н. А. Вознесенского, который закончил в 1976 г. по специальности «Планирование народного хозяйства». В 1980 г. защитил кандидатскую диссертацию, а в 1994 г. — докторскую диссертацию.
С 1976 г. по 2007 г. работал ЛФЭИ им. Н. А. Вознесенского (с 1991 г. — Санкт-Петербургский университет экономики и финансов), прошел путь от младшего научного сотрудника до проректора по учебной работе. В 1994 г. В. Э. Гордин создал и возглавил кафедру экономики и управления социальной сферой, которую возглавлял до 2007 г. В 2007 г. перешел на работу в Санкт-Петербургский филиал Национального исследовательского университета «Высшая школа экономики», где до 2018 г. работал в должности заместителя директора, до 2019 г. являлся академическим руководителем магистерской программы «Экономика впечатлений: менеджмент в сфере гостеприимства и туризма». В настоящее время является научным руководителем Лаборатории экономики культуры.
В. Э. Гордин проходил стажировки в Болгарии (1987—1988 гг.), Великобритании (1993 г.), Нидерландах (1996 г.).
В 1997—2005 г. являлся членом коллегии Комитета по культуре Правительства Санкт-Петербурга.
В. Э. Гордин является членом Диссертационного совета по государственному и муниципальному управлению при НИУ ВШЭ, членом редколлегии научного информационно-аналитического журнала «Вестник ВГИК».

## Публикации
- Гордин В. Э., Сизова И. А. Музейные образовательные онлайн-продукты: предпосылки создания и перспективы развития // Обсерватория культуры. 2021. Т. 18. № 1. С. 80-92. doi
- Гордин В. Э., Куделькина А. Н., Сизова И. А. Развитие процесса цифровизации деятельности российских музеев (на основе материалов опроса членов Союза музеев России // В кн.: Музей и проблемы культурного туризма. Материалы XIX Круглого стола. СПб. : Издательство Государственного Эрмитажа, 2021. С. 75-84.
- Gordin V. E., Borovskaya I., Fedorova E. Overtourism in Megalopolises: The Case of St. Petersburg, in: Handbook of Research on the Impacts, Challenges, and Policy Responses to Overtourism. Chicago : IGI Global, 2020. doi P. 116—135. doi
- Gordin V. E., Sizova I., Kudelkina A., Dementieva Y. The museum on the path from the «third» to the «fourth place», in: The Museum as the Third Place. Proceedings of the International Conference as part of the Museum 15/24 project / Пер. с рус. St. Petersburg: The Hermitage Museum XXI century Foundation, 2020. P. 140—144.
- Гордин В. Э., Шокола Я. В., Куделькина А. Н., Кайсаров А. А. Кластерный подход к систематизации методов регулирования избыточных потоков посетителей музеев // В кн.: Музей и проблемы культурного туризма: Материалы восемнадцатого Круглого стола, 2-3 апреля 2020 года. СПб. : Издательство Государственного Эрмитажа, 2020. С. 67-75.
- Гордин В. Э., Сизова И. А., Куделькина А. Н. Любой кризис — это новые возможности // Мир музея. 2020. № 8. С. 10-14.
- Гордин В. Э., Куделькина А. Н., Воронина А. А., Сизова И. А. Музеи и посетители: как взаимодействовать в посткарантинный период // Музей. 2020. № 7. С. 10-30.
- Гордин В. Э., Сизова И. А. Художественные музеи в системе музейного онлайн-образования // В кн.: Художественное образование и музей. Материалы международной научно-практической конференции «Музей в контексте образования: итоги и новые векторы развития», посвященной 30-летию отдела «Российский центр музейной педагогики и детского творчества» Русского музея: сб. ст. СПб. : ГРМ, 2020. С. 177—189.
- Trabskaya J., Shuliateva I., Abushena R., Gordin V. E., Dedova M. City branding and museum souvenirs: towards improving the St. Petersburg city brand: Do museums sell souvenirs or do souvenirs sell museums? // Journal of Place Management and Development. 2019. Vol. 12. No. 4. P. 529—544. doi
- Gorgadze A., Gordin V. E., Belyakova N. Semantic Analysis of the Imperial Topic: Case of St. Petersburg, in: e — Review of Tourism Research Vol. 16. Issue 2-3. Texas A & M University, 2019. Ch. 1. P. 3-13.
- Гордин В. Э., Алушкин Л. М. Историческая реконструкция как форма театрализации и материализации ностальгии // Международный журнал исследований культуры. 2019. № 3 (36). С. 1-20.
- Гордин В. Э., Шокола Я. В., Фокина А. А. Управление избыточными потоками туристов в музеях: российский и зарубежный опыт // В кн.: Музей и проблемы культурного туризма: Материалы семнадцатого Круглого стола, 4-5 апреля 2019 года. СПб. : Издательство Государственного Эрмитажа, 2019. С. 59-69.
- Gordin V. E., Elkanova E., Khoreva L. V., Borovskaya I. Flexible Organizational Structures in Event Industry, in: Современный менеджмент: проблемы, гипотезы, исследования / Сост.: К. В. Решетникова; науч. ред.: К. В. Решетникова. Вып. 9-10. М. : Издательский дом НИУ ВШЭ, 2018. doi P. 110—118. doi
- Valery Gordin, Irina Borovskaia. Creativity-based volunteering at the Winter Olympics in Sochi: beyond sport and borders., in: International Sports Volunteering Routledge Research in Sport, Culture and Society. Routledge, 2017. Ch. 2. P. 39-59.
- Эльканова Е. М., Гордин В. Э. «Пульсирующие организации» в сфере культуры (продолжение) // Вестник ВГИК. 2017. № 1 (31)
- Гордин В. Э., Кузьмина К. А., Никольская М. В. Анализ образовательного потенциала креативных пространств // Международный журнал исследований культуры. 2017. Т. 1. № 26. С. 89-101.
- Матецкая М. В., Гордин В. Э., Дедова М. А. Исследование внешних эффектов культурных событий и методы их оценки // В кн.: Культура в фокусе научных исследований. Государственный институт искусствознания, 2017. С. 136—165.
- Gordin V. E., Dedova M. Museum Events as a Tool for Community and Organisational Development, in: Managing and Developing Communities, Festivals and Events. L. : Palgrave Macmillan, 2016. Ch. 5. P. 69-79. doi
- Gordin V. E., Trabskaya J. St. Petersburg as a Tourist Destination: Searching for the Gastronomic Brand, in: Tourism Management, Marketing, and Development Performance, Strategies, and Sustainability Vol. 2. L. : Palgrave Macmillan, 2016. doi Ch. 4. P. 87-108. doi
- Valery Gordin, Julia Trabskaya, Elena Zelenskaya. The Role of Hotel Restaurants in Gastronomic Place Branding // International Journal of Culture,Tourism and Hospitality Research. 2016. Vol. 10. No. 1. P. 81-90. doi
- Гордин В. Э., Эльканова Е. М. «Пульсирующие организации» в сфере культуры // Вестник ВГИК. 2016. № 4 (30). С. 136—145.
- Gordin V. E., Dedova M. Social Entrepreneurship in the Informal Economy: a Case Study of Re-enactment Festivals // Journal of Enterprising Communities. 2015. Vol. 9. No. 1. P. 6-16. doi
- Боровская И. Л., Дедова М. А., Матецкая М. В., Трабская Ю. Г. КРЕАТИВНОСТЬ В ГАСТРОНОМИИ: ТЕНДЕНЦИИ И ПРАКТИКИ / Науч. ред.: В. Э. Гордин, Ю. Г. Трабская. СПб. : Левша-Санкт-Петербург, 2015.
- Гордин В. Э., Дедова М. А. Компаративное исследование роли культурных событий в развитии малых городов // В кн.: XV Апрельская международная научная конференция по проблемам развития экономики и общества: в 4-х книгах / Отв. ред.: Е. Г. Ясин. Кн. 2. М. : Издательский дом НИУ ВШЭ, 2015. С. 471—480.
- Гордин В. Э., Хорева Л. В., Дедова М. А. Применение теории стейкхолдеров в системе управления услугами фестивалей культуры // Известия Санкт-Петербургского государственного экономического университета. 2015. № 5 (95). С. 56-65.
- Matetskaya M. V., Gordin V. E., Sashchenko Anna. Education and Creative Industries: how to overcome the gap. The case of St. Petersburg, in: Beyond frames. Dynamics between the creative industries, knowledge institutions and the urban context. Delft : Eburon Academic Publishers, 2014. P. 201—209.
- Gordin V. E., Matetskaya M. V., Dedova M. New Life of New Holland in a Classical City, in: Creative districts around the world. Celebrating the 500th anniversary of Bairro Alto. CELTH and Academy for Leisure, NHTV, Breda University of Applied Sciences, 2014. P. 93-97.
- Гастрономические бренды дестинаций: подходы и применение / Науч. ред.: В. Э. Гордин, Ю. Г. Трабская. СПб. : Левша-Санкт-Петербург, 2014.
- Гордин В. Э., Трабская Ю. Г. Гастрономический брендинг туристских дестинаций: опыт формирования и продвижения // В кн.: Гастрономические бренды дестинаций: подходы и применение / Науч. ред.: В. Э. Гордин, Ю. Г. Трабская. СПб. : Левша-Санкт-Петербург, 2014. Гл. 3. С. 42-63.
- Гордин В. Э., Матецкая М. В., Сащенко А. М. Модернизация системы образования в целях развития творческих индустрий в России // В кн.: Современные модели развития культурных индустрий в регионах России / Науч. ред.: М. Л. Магидович. СПб. : РГПУ им. А. И. Герцена, 2014. С. 246—253.
- Гордин В. Э., Трабская Ю. Г. Новые подходы к исследованию гастрономических брендов дестинаций // В кн.: Гастрономические бренды дестинаций: подходы и применение / Науч. ред.: В. Э. Гордин, Ю. Г. Трабская. СПб. : Левша-Санкт-Петербург, 2014. Гл. 4. С. 64-87.
- Гордин В. Э., Трабская Ю. Г. Предпосылки формирования гастрономических брендов туристских дестинаций // В кн.: Гастрономические бренды дестинаций: подходы и применение / Науч. ред.: В. Э. Гордин, Ю. Г. Трабская. СПб. : Левша-Санкт-Петербург, 2014. Гл. 2. С. 24-41.
- Гордин В. Э., Хорева Л. В., Дедова М. А. Совершенствование музейного менеджмента на основе развития событийной деятельности // Известия Санкт-Петербургского университета экономики и финансов. 2014. № 4. С. 73-82.
- Gordin V. E., Trabskaya J. The role of gastronomic brands in tourist destination promotion: The case of St. Petersburg // Place Branding and Public Diplomacy. 2013. No. 9. P. 189—201. doi
- Гордин В. Э. Факторы развития творческих индустрий Северного измерения. Factors for Northern Dimension creative industries development // В кн.: Развитие партнерства в творческих индустриях Северного Измерения. Developing partnerships in creative industries of Northern Dimension / Отв. ред.: И. Н. Кизилова. СПб. : Профи-Центр, 2013. С. 5-7.
- Gordin V. E., Matetskaya M. V. Creative tourism in Saint Petersburg: the state of the art // Journal of Tourism Consumption and Practice. 2012. Vol. 4. No. 2. P. 55-77.
- Гордин В. Э., Трабская Ю. Г. Гастрономические бренды туристских дестинаций: российский и зарубежный опыт // В кн.: Северные дестинации как доминанта развития Северо-Западного региона. Труды III Международной научно-практической конференции, 1-2 декабря, 2011 г. / Под общ. ред.: Э. Павлова, О. Павлов, И. Чубиева, С. Степанова, Н. Петрова. Петрозаводск : Карельский научный центр Российской академии наук, 2012. С. 135—143.
- Гордин В. Э., Хорева Л. В. Инновационная стратегия развития культуры и повышение качества жизни населения // В кн.: XII Международная научная конференция по проблемам развития экономики и общества. В четырёх книгах. Книга 3. / Отв. ред.: Е. Г. Ясин. Кн. 3. М. : Издательский дом НИУ ВШЭ, 2012. С. 158—166.
- Культурное наследие и творческие индустрии: время, место, действие. Сборник трудов сотрудников Лаборатории экономики культуры Санкт-Петербургского филиала Национального исследовательского университета «Высшая школа экономики» / Науч. ред.: В. Э. Гордин. СПб. : Левша-Санкт-Петербург, 2012.
- Гордин В. Э., Каныгин Г. В., Хорева Л. В., Дедова М. А. Методологические принципы и методические подходы к исследованию сферы культуры // В кн.: Культурное наследие и творческие индустрии: время, место, действие. Сборник трудов сотрудников Лаборатории экономики культуры Санкт-Петербургского филиала Национального исследовательского университета «Высшая школа экономики» / Науч. ред.: В. Э. Гордин. СПб. : Левша-Санкт-Петербург, 2012. С. 53-89.
- Гордин В. Э., Трабская Ю. Г. Роль гастрономических брендов в продвижении туристских дестинаций // В кн.: Культурное наследие и творческие индустрии: время, место, действие. Сборник трудов сотрудников Лаборатории экономики культуры Санкт-Петербургского филиала Национального исследовательского университета «Высшая школа экономики» / Науч. ред.: В. Э. Гордин. СПб. : Левша-Санкт-Петербург, 2012. С. 109—140.
- Gordin V. E., Matetskaya M. V. Culture and Local Development: the Interaction of Cultural Heritage and Creative Industries // Coactivity: Philosophy, Communication. 2011. Vol. 19. No. 2. P. 47-59.
- Гордин В. Э., Матецкая М. В., Хорева Л. В. Диссеминация культурных ценностей и продуктов: коммерческий и некоммерческий подходы // Известия Санкт-Петербургского университета экономики и финансов. 2011. № 4. С. 42-50.
- Гордин В. Э., Балаева О. Н., Предводителева М. Д. Индустрия гостеприимства и туризм: проблемы и задачи магистерской подготовки // Университетское управление: практика и анализ. 2011. № 1 (71). С. 41-51.
- Гордин В. Э., Корчагина Е. В. Использование инновационных подходов в преподавании менеджериальных дисциплин // В кн.: Инновации в управлении: проблемы теории и практики. Сборник трудов научно-практической конференции факультета менеджмента 22-23 марта 2011 года / Рук.: А. А. Кайсаров; отв. ред.: А. А. Кайсаров, В. Г. Беляков; науч. ред.: А. А. Кайсаров. СПб. : НИУ ВШЭ (Санкт-Петербург), 2011. Гл. 1. С. 30-39.
- Гордин В. Э. Развитие культурного туризма в мегаполисе: феномен Санкт-Петербурга // Известия Русского географического общества. 2011. Т. 143. № 2. С. 71-79.
- Гордин В. Э., Матецкая М. В., Хорева Л. В. Сохранение и развитие культурного наследия в территориальных сообществах как база развития культурного туризма // В кн.: XI международная научная конференция по проблемам развития экономики и общества: В 3 кн. Кн. 1. / Отв. ред.: Е. Г. Ясин. Кн. 1. М. : Издательский дом НИУ ВШЭ, 2011. С. 397—403.
- Gordin V. E., Matetskaya M. V. Cultural resources observing as basis for cultural tourism (The case of Saint-Petersburg, Russia) // Boletin Gestión Cultural. 2010. Vol. 1. No. 19. P. 5-26.
- Матецкая М. В., Гордин В. Э. Культурные кластеры как генераторы инноваций в развитии туризма в дестинации // В кн.: Роль туризма в модернизации экономики российских регионов. Сборник научных статей по материалам международной научно-практической конференции, 8-10 июня 2010 г., Петрозаводск, Кондопога / Отв. ред.: Т. Кодолова. Петрозаводск : Карельский научный центр РАН, 2010. С. 195—199.
- Гордин В. Э., Корчагина Е. В. Театральные технологии в обучении менеджменту в вузе // Высшее образование в России. 2010. № 12. С. 28-35.
- Гордин В. Э. Исследование туристского потенциала региона Ч. 1. Издательство СПбГУЭФ, 2009.
- Гордин В. Э. Культурный туризм в мегаполисе: опыт и потенциал Санкт-Петербурга // Известия Русского географического общества. 2009. № 3
- Гордин В. Э., Матецкая М. В. Культурный туризм как стратегия развития города: поиск компромиссов между интересами местного населения и туристов // В кн.: Санкт-Петербург: Многомерность культурного пространства: Сборник материалов научно-практического форума Вып. 2. СПб. : Левша-Санкт-Петербург, 2009.
- Гордин В. Э. Культурный туризм как экспортная стратегия развития сферы культуры // В кн.: Современные тенденции в менеджменте. Материалы научно-практической конференции. СПб. : Издательский дом ГУ-ВШЭ, 2009.
- Гордин В. Э., Карпова Г. А., Хорева Л. В. Направления развития статистического учёта в системе управления туризмом на региональном уровне. СПб. : Издательство Санкт-Петербургского государственного университета экономики и финансов, 2009.
- Гордин В. Э. Новые подходы к развитию культурного потенциала в Санкт-Петербурге. СПб. : Издательство СПбГУЭФ, 2009.
- Гордин В. Э. Особенности развития культурного туризма в Санкт-Петербурге. Издательство СПбГУЭФ, 2009.
- Гордин В. Э. Перспективные направления развития сферы услуг в мегаполисе. Издательство СПбГУЭФ, 2009.
- Гордин В. Э. Роль сферы культуры в развитии туризма в Санкт-Петербурге. СПб. : Левша, 2009.
- Гордин В. Э. Роль туризма в борьбе с экономическим кризисом. Издательство «Северо-Запад», 2009.
- Гордин В. Э., Карпова Г. А., Хорева Л. В. Статистика туризма на региональном уровне: опыт Санкт-Петербурга // Вестник Сочинского государственного университета туризма и курортного дела. 2009. № 1
- Гордин В. Э., Корчагина Е. В. Сценические технологии в обучении менеджменту // Новые технологии в образовании. 2009. № 6. С. 90-93.
- Гордин В. Э. Компетентностный подход в подготовке экономистов. Издательство СПбГУЭФ, 2008.
- Гордин В. Э., Матецкая М. В. Культурный туризм как стратегия развития города: поиск компромиссов между интересами местного населения и туристов. СПб. : Левша-Санкт-Петербург, 2008.
- Гордин В. Э. Постиндустриальное развитие мегаполиса // В кн.: Перспективы устойчивого и сбалансированного развития Северо-Запада России. Сборник докладов Второй межрегиональной научно-практической конференции / Под общ. ред.: Л. Совершаева. Институт «Северо-Запад», 2008.
- Гордин В. Э. Традиционный и корпоративный университеты: альянс неизбежен? / Отв. ред.: А. Б. Титов. Издательство СПбГУЭФ, 2008.
- Гордин В. Э. Факторы инновационного развития фандрейзинга. Издательство СПбГУЭФ, 2008.
- Гордин В. Э. Современный рынок коммерческих сексуальных услуг: структура, изменения, регулирование (материалы круглого стола). Издательство СПбГУЭФ, 2007.
- Система подготовки экономистов высшей квалификации: тенденции, проблемы, перспективы / Науч. ред.: В. Э. Гордин. СПб. : Издательство СПбГУЭФ, 2005.
- Браун Я. Культурный туризм: конвергенция культуры и туризма на пороге XXI века: учеб. пос./Под ред. Я. Брауна, В. Андерсен, В. Гордина //СПб.: Из-во СПбГУЭФ. — 2001.
- V. Gordin, A. Dymnikova. A paternalizmustról a demokratikus társadalom kultúrpolitikájáig — Oroszország példája nyomán// Daubner Katalin; Horváth Sándor; Petró Katalin Kultúra-gazdaságtani tanulmányok/ Aula Kiadó: Budapesti Kőzgazdaságtudományi és Államigazgatási Egyetem, 2000—376 p.
- Гордин В. Э., Хорева Л. В. Государственное регулирование внешней экономической деятельности в социальной сфере// Социальные инновации: Юбилейный сборник научных трудов, посвященных пятилетию кафедры экономики и управления социальной сферой. В 2-х ч. Ч1 — Изд-во СПбГУЭФ, 1999. — 103—110 с.
- Гордин В. Э., Иванов Н. Н., Кленин П. С. Формирование маркетинговой политики в оказании инфраструктурных услуг (в управлении организаций социальной сферой) // Социальные инновации: Юбилейный сборник научных трудов, посвященных пятилетию кафедры экономики и управления социальной сферой. В 2-х ч. Ч2 — Изд-во СПбГУЭФ, 1999. — 64 — 66с.
- Гордин В. Э., Хорева Л. В., Хайкин М. М. Экономика общественного и неприбыльного сектора. — СПб : Изд-во С.-Петерб. гос. ун-та экономики и финансов, 1998.
- Valery Gordin, Social marketing in Russia: perspectives and problems // Journal of European business education/vol.№ 2, 1994.
- Гордин В. Э. Социальная политика и социальный маркетинг //СПб.: СПбУЭФ, 1993. — 102 с. — 1993.
- Гордин В. Э. Чем старость обеспечим // Издательство «Мысль», Москва, 1988. — 158 с.
- Гордин В. Э., Коршунов Б. Н., Тютиков Ю. П. Проблемы совершенствования территориального планирования производства товаров народного потребления. — 1987.

## Благотворительная деятельность
В. Э. Гордин является председателем Совета Межрегиональной общественной организации инвалидов и пенсионеров «Еврейский Благотворительный Центр „Забота — Хэсэд Авраам“».
В. Э. Гордин является соучредителем Благотворительного фонда памяти жертв авиакатастрофы в Египте 31 октября 2015 г. «Рейс 9268», ставящего своей целью увековечить память о крупнейшей в России авиакатастрофе, в которой погиб его сын Леонид со своей невестой Александрой Илларионовой.
В. Э. Гордин в память о сыне, активно занимавшемся бездомными животными, учредил Благотворительный фонд помощи бездомным животным «Ленькин кот», в котором является президентом. Фонд осуществляет различные программы помощи бездомным животным, в частности, создал единственный в нашей стране Центр бесплатного проката ветеринарного оборудования для приютов.

## Творчество
В. Э. Гордин является автором текстов ряда песен, написанных им в соавторстве с В. М. Чечетом: «Гимн Финэка», «Баллада о зеркале», «Песенка про Вырицу», «Ливни» и ряд других.
Им также написаны лирические и шуточные стихи: «Песенка о корюшке», «Московское новогоднее», «Синагогальный дворик» и другие.

## Награды
- Медаль «За заслуги в проведении Всероссийской переписи населения» (2002, 2012),
- Медаль «В память 300-летия Санкт-Петербурга» (2003),
- Почетный работник высшего профессионального образования Российской Федерации (2004)[8],
- Почетный знак II степени Высшей школы экономики (2016)[9].